# Shashi (Jingzhou)
Shashi (chiń. upr. 沙市区; chiń. trad. 沙市區; pinyin Shāshì Qū) – dzielnica w północnej części prefektury miejskiej Jingzhou w prowincji Hubei w Chińskiej Republice Ludowej. Liczba mieszkańców dzielnicy w 2010 roku wynosiła 600330.